# Owen Ashworth
Owen Ashworth, né le 22 avril 1977, est un auteur-compositeur-interprètre originaire de Redwood City, Californie.
Son projet solo Casiotone for the Painfully Alone (CFTPA) est actif de 1997 à 2010. Cinq albums sont enregistrés en studio, et sortent sur le label Tomlab.
Ashworth lance par la suite un nouveau projet, Advance Base, avec lequel il publie plusieurs albums.

## Biographie
Owen Ashworth commence le projet Casiotone for the Painfully Alone à la suite de son décrochage de ses études en cinéma. Il établit des règles inspirées de mouvement Dogme 95 : « Chaque morceau est aussi court et efficace que possible. Seulement les touches blanches du clavier. Tous les morceaux sont en clef de Do. Pas de chansons joyeuses. Que des claviers Casio ».
Décrit par les Inrocks comme « Summum de l'idéologie lo-fi et de la naïveté adolescente » et « un croisement entre Arab Strap - pour le réalisme cru - et les Tindersticks - pour cette poésie sombre », en 2006 il présente son album Etiquette à l'occasion de deux concerts à Paris.

## Discographie

### Casiotone for the Painfully Alone
- Answering Machine Music CD, CD/LP (Cassingle États-Unis, 1999) (réédition : Tomlab, 2001)
- Pocket Symphonies for Lonesome Subway Cars - CD/LP (Tomlab, 2001)
- Twinkle Echo - CD/LP (Tomlab, 2003)
- Bobby Malone EP - LP (Tomlab, 2006)
- Etiquette - CD/LP (Tomlab, 2006)
- Vs. Children - CD/LP (Tomlab, 2009)

### Advance Base
- Nephew in the Wild
- A Shut-In Prayer
- In Boomington
- Animal Companionship
- Wall of Tears & Other Songs I Didn't Write